# Faiditus atopus
Faiditus atopus là một loài nhện trong họ Theridiidae.
Loài này thuộc chi Faiditus. Faiditus atopus được Ralph Vary Chamberlin & Wilton Ivie miêu tả năm 1936.